# Empis similis
Empis similis är en tvåvingeart som beskrevs av Becker 1908. Empis similis ingår i släktet Empis och familjen dansflugor.
Artens utbredningsområde är Kanarieöarna. Inga underarter finns listade i Catalogue of Life.